# طراد إتش إم إيه إس سيدني

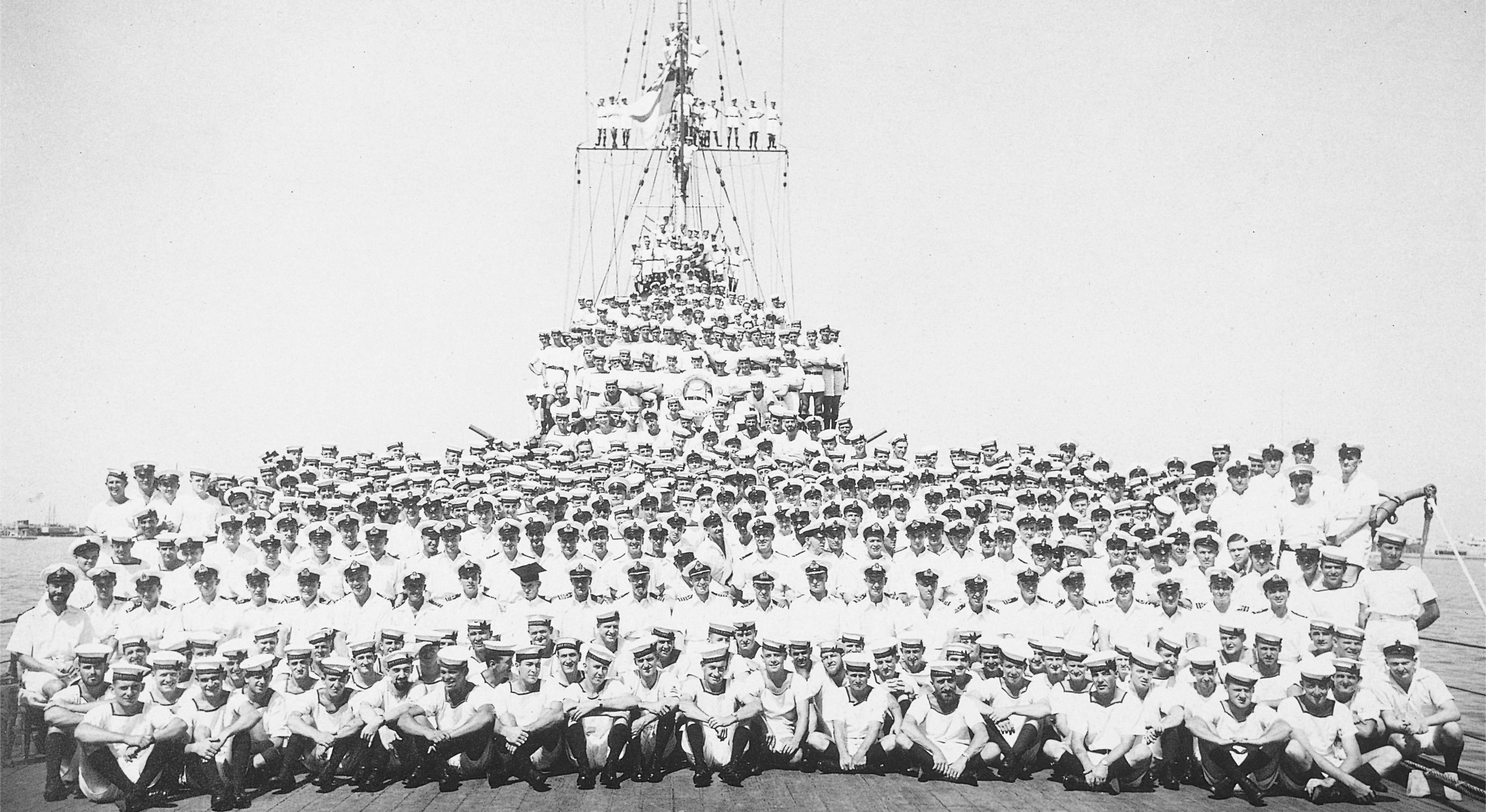
صورة لجميع أعضاء طاقم الطراد سيدني

إتش إم إيه إس سيدني (بالإنجليزية: HMAS Sydney)‏ طراد للبحرية الملكية الأسترالية من فئة لياندر. أطلق إلى البحر عام 1934. غرق الطراد سيدني في مواجهة مع الطراد المساعد الألماني كورموران إبان الحرب العالمية الثانية وتم العثور حطامها في كانبيرا يوم الانثنين 17 مارس 2008 أي بعد 66 عاما من غرقها.
يعد غرق الطراد سيدني أكبر حادث مأساوي للبحرية الأسترالية حيث فقد جميع طاقم السفينة بعد معركة استمرت نصف ساعة في 19 نوفمبر 1941 مع الطراد المساعد الألماني كورموران. غرقت السفينة بعدما أبحرت مشتعلة عقب انتهاء المعركة وأصاب الحادث البلاد بحزن عميق وشغل لغز اختفاء السفينة تفكير الجميع، وسجلت من قبل عمليات اكتشاف خاطئة لحطام السفينة.
يذكر أنه تم العثور على حطام السفينة الأسترالية إثر العثور على حطام السفينة الألمانية قبالة الساحل الغربي الأسترالي.

## مصدر
1. 1 2 3  أستراليا تحل لغزا عسكريا دام 66 عاما الجزيرة نت (تم التصفح في 17 مارس 2008) نسخة محفوظة 16 يونيو 2008 على موقع واي باك مشين.